# Synodium
Synodium (grec antic: Συνόδιον) era una ciutat de Dalmàcia situada en una gorga fonda entre dos turons, on Aulus Gabini va ser derrotat durant la campanya en aquell territori que es va fer l'any 34 aC.
Els dàlmates es van retirar a aquella ciutat, i August, que ho va preveure, va enviar grups de tropes per les mountanyes per hostilitzar-los mentre incendiava i destruïa la ciutat.